# Route nationale 63 (Belgique)
Pour les articles homonymes, voir Route nationale 63.
La route nationale 63 est une route nationale de Belgique qui relie Liège à Marche-en-Famenne. Celle-ci est prolongée à Marche-en-Famenne par la route nationale 86 en direction de Rochefort. Elle fait partie de l'itinéraire de la route européenne 46 reliant Cherbourg à Liège et de la Route Charlemagne. Elle est communément appelée "Route du Condroz" par les riverains.

## Description du tracé

### Communes sur le parcours
- Région wallonne
  -  Province de Liège
    - Liège
    - Seraing
    - Liège
    - Seraing
    - Neupré
    - Engis
    - Nandrin
    - Tinlot
    - Clavier

  -  Province de Namur
    - Havelange
    - Somme-Leuze

  -  Province de Luxembourg
    - Marche-en-Famenne

## Statistiques de fréquentation
| BK   | Début                    | Fin                             | Trafic moyen journalier (6h–22h, en milliers), | Trafic moyen journalier (6h–22h, en milliers), | Trafic moyen journalier (6h–22h, en milliers), | Trafic moyen journalier (6h–22h, en milliers), | Trafic moyen journalier (6h–22h, en milliers), | Trafic moyen journalier (6h–22h, en milliers), | Trafic moyen journalier (6h–22h, en milliers), |
| BK   | Début                    | Fin                             | 1985                                           | 1990                                           | 1995                                           | 2000                                           | 2005                                           | 2010                                           | 2015                                           |
| ---- | ------------------------ | ------------------------------- | ---------------------------------------------- | ---------------------------------------------- | ---------------------------------------------- | ---------------------------------------------- | ---------------------------------------------- | ---------------------------------------------- | ---------------------------------------------- |
| 3,2  | Seraing (Quai Louva)     | N680 Liège (Sart-Tilman)        | 15,5                                           | 21,1                                           | 24,7                                           | 29,5                                           | 30,2                                           | –                                              | –                                              |
| 7,6  | N663 Seraing (Boncelles) | N683 Neupré (Plainevaux)        | 14,0                                           | 17,8                                           | 22,5                                           | 25,0                                           | 24,0                                           | 24,5                                           | –                                              |
| 7,8  | N683 Neupré (Plainevaux) | N639 Neupré (Rotheux)           | 12,0                                           | 14,8                                           | 17,4                                           | 19,6                                           | 19,9                                           | 19,9                                           | –                                              |
| 12,6 | N639 Neupré (Rotheux)    | N677 Neupré                     | 9,0                                            | 10,4                                           | 11,4                                           | 13,2                                           | 13,5                                           | –                                              | –                                              |
| 19,1 | N636 Nandrin             | N63c Tinlot                     | 7,1                                            | 8,0                                            | 9,2                                            | 10,6                                           | 12,4                                           | 13,2                                           | –                                              |
| 43,3 | N953 Somme-Leuze         | N929 Somme-Leuze (Baillonville) | 4,4                                            | 6,1                                            | 7,2                                            | 7,8                                            | 8,4                                            | 8,5                                            | –                                              |